# 克莱尔蒙特 (加利福尼亚州)
克莱尔蒙特是美国加利福尼亚州洛杉矶县东部边缘的一座城市。位于洛杉矶市中心以东30英里（48公里）处。建市于1907年10月3日，面积大约为13.35平方英里（34.58平方公里）。根据2020年美国人口普查，该市有人口37,266人。人口密度为2,693人每平方英里。2024年，Niche评分体系根据犯罪率、公立学校、生活成本、工作机会和当地便利设施的评估中，克莱尔蒙特排名第23位。克莱尔蒙特已经连续22年获美国植树节基金会颁发的美国树城奖，该市也是北美为数不多的美国榆树没有感染荷兰榆树病的城市之一。

## 教育
克莱尔蒙特市的公立教育由克莱蒙特联合学区管辖。由7所小学、1所初中、2所高中和1所成人学校组成，分别为：

### 小学
- 查帕拉尔小学(Chaparral Elementary)
- 康迪特小学(Condit Elementary)
- 山景小学(Mountain View Elementary)
- 奥克蒙特户外学校(Oakmont Outdoor School)
- 萨姆纳·丹伯里小学(Sumner Danbury Elementary)
- 梧桐小学(Sycamore Elementary)
- 山谷美景小学(Vista del Valle Elementary)

### 初中
- 橡树初中(El Roble Intermediate School)

### 高中
- 克莱尔蒙特高中(Claremont High School)
- 圣安东尼奥高中(San Antonio High School)

### 成人学校
- 克莱尔蒙特成人学校（Claremont Adult School）